# بيت الخياطي (بني العوام)

تعديل مصدري - تعديل

بيت الخياطي هي إحدى قرى عزلة جبل نمر بمديرية بني العوام التابعة لمحافظة حجة، بلغ تعداد سكانها 708 نسمة حسب تعداد اليمن لعام 2004.